# Tesserodon simplicipunctatum
Tesserodon simplicipunctatum är en skalbaggsart som beskrevs av Ross Storey 1991. Tesserodon simplicipunctatum ingår i släktet Tesserodon och familjen bladhorningar. Inga underarter finns listade i Catalogue of Life.